# Alexandra Föster
Alexandra Föster (Meschede, 13 de enero de 2002) es una deportista alemana que compite en remo. Ganó dos medallas en el Campeonato Europeo de Remo, en los años 2022 y 2024, ambas en la prueba de scull individual.

## Palmarés internacional
| Campeonato Europeo | Campeonato Europeo | Campeonato Europeo | Campeonato Europeo |
| Año                | Lugar              | Medalla            | Prueba             |
| ------------------ | ------------------ | ------------------ | ------------------ |
| 2022               | Múnich (Alemania)  | Medalla de bronce  | Scull individual   |
| 2024               | Szeged (Hungría)   | Medalla de plata   | Scull individual   |